# Castell de Valtice
El Castell de Valtice ( německy Schloss Feldsberg ) és un castell barroc a la ciutat de Valtice de Moràvia Meridional al districte de Břeclav de la República Txeca. Ha estat protegit com a monument cultural nacional des de 1995 i el 1996 va ser registrat com a part del Paisatge cultural de Lednice i Valtice a la Llista del Patrimoni Cultural de la Humanitat de la UNESCO. Durant diversos segles, fins al 1945, va ser la seu principesca de la família Liechtenstein. Actualment és propietat de l'estat (administrat per l'Institut Nacional de Monuments, està obert al públic i s'hi celebren diversos esdeveniments culturals (per exemple, Valtické zámecké leto).

## Història

### Castell de Valtice

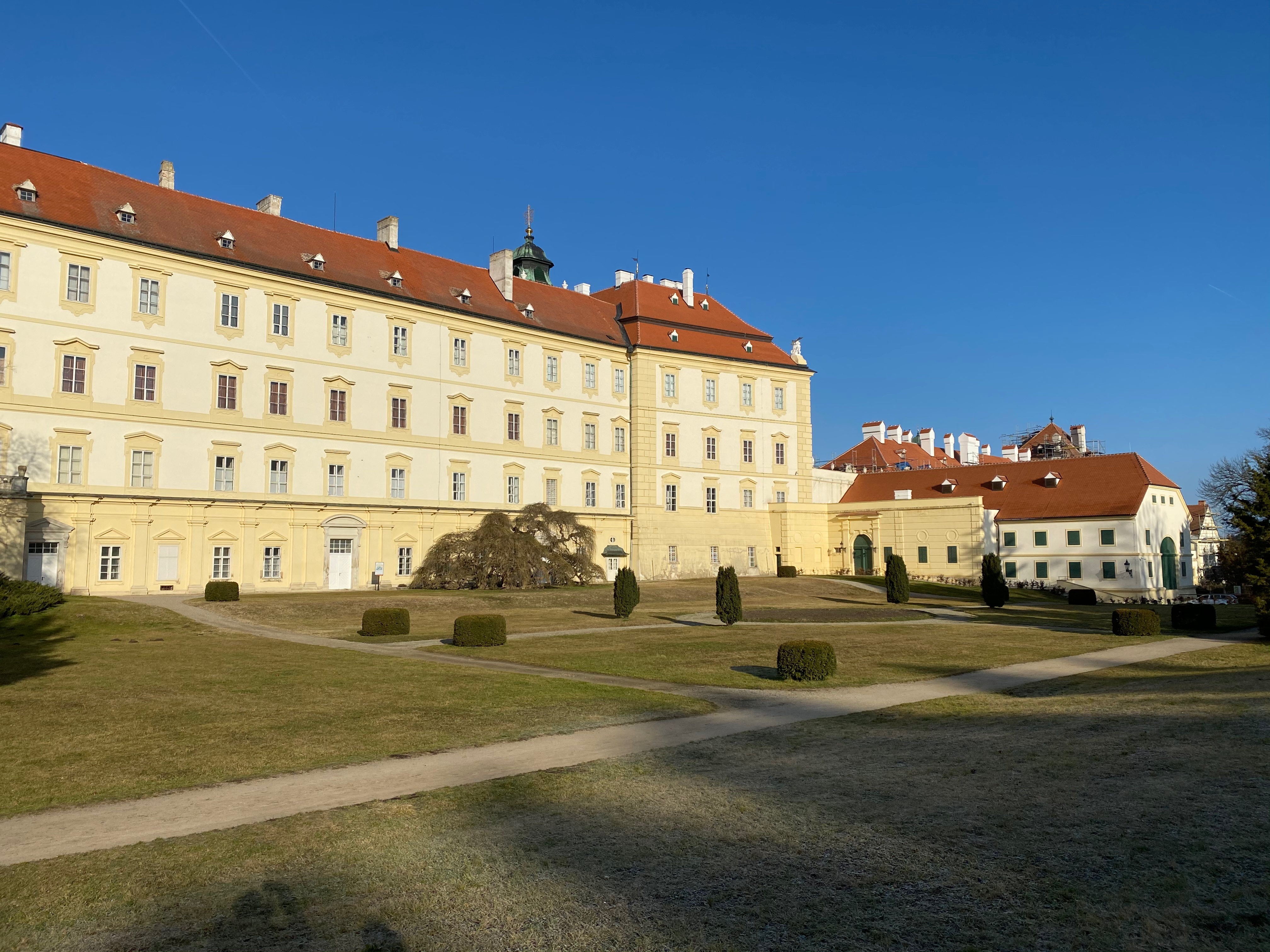
Lateral

Originalment, al lloc de l'actual castell hi havia un castell de fusta i fang de finals del segle XII, al qual més tard es va afegir un edifici residencial de pedra. A la primera meitat del segle XIII, el castell va ser ampliat en estil romànic tardà, envoltat de muralles amb dues portes i un fossat amb una fortificació al centre. L'any 1377 es va construir una capella dedicada a sant Nicolau i sant Quilià davant de la porta del recinte (va ser enderrocada l'any 1649).

### Liechtenstein

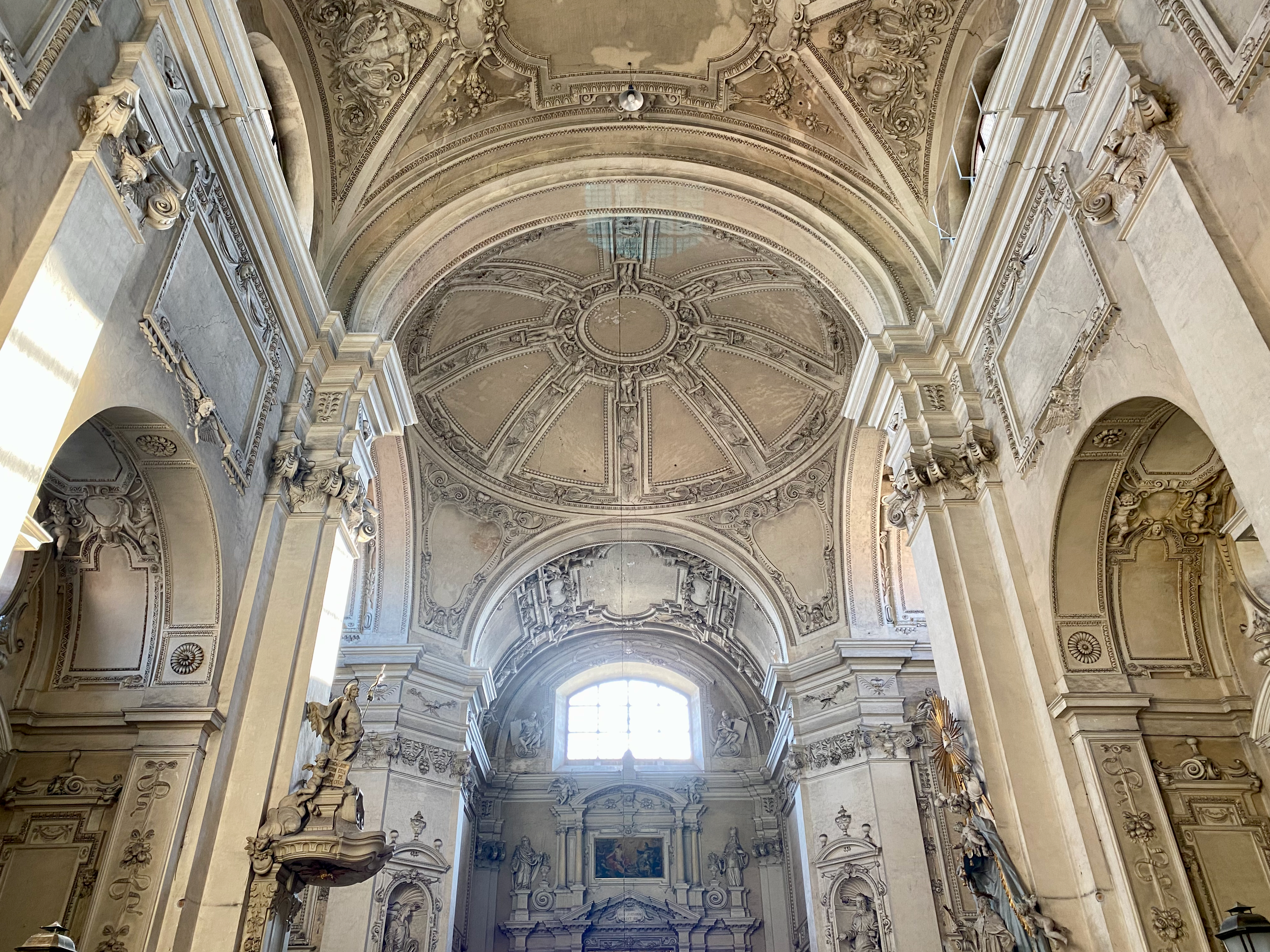
Església

A finals del segle XIV, la zona va ser adquirida pels Liechtenstein. Va ser molt danyat durant les guerres hussites. Sota Hartman I de Liechtenstein (m. 1539/1540), el castell de Valtice es va convertir en la seu permanent d'una de les branques de la família, que va portar a modificacions fetes pel seu fill Jiří Hartman I de Liechtenstein. Prop del castell medieval es va construir un conjunt renaixentista de quatre ales amb dos edificis connectats per una ala ampliada. El complex encara estava fortificat, sobretot en vista de l'amenaça turca. El 1606, els Lichtenstein van establir una família fiduciària, que també incloïa Valtice.

### Creació del castell

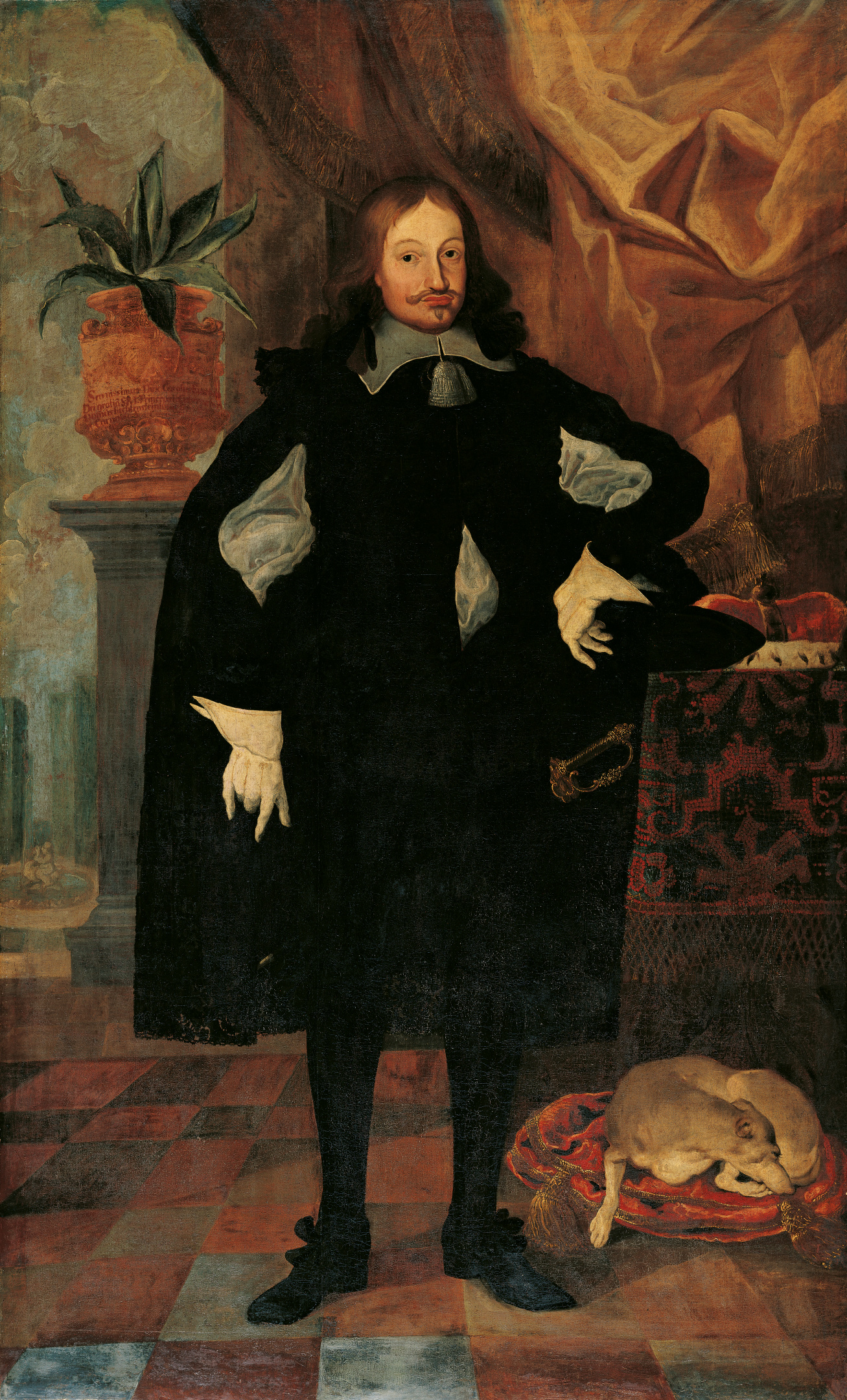
El príncep Carles Eusebi de Liechtenstein, l'iniciador de les alteracions barroques del castell

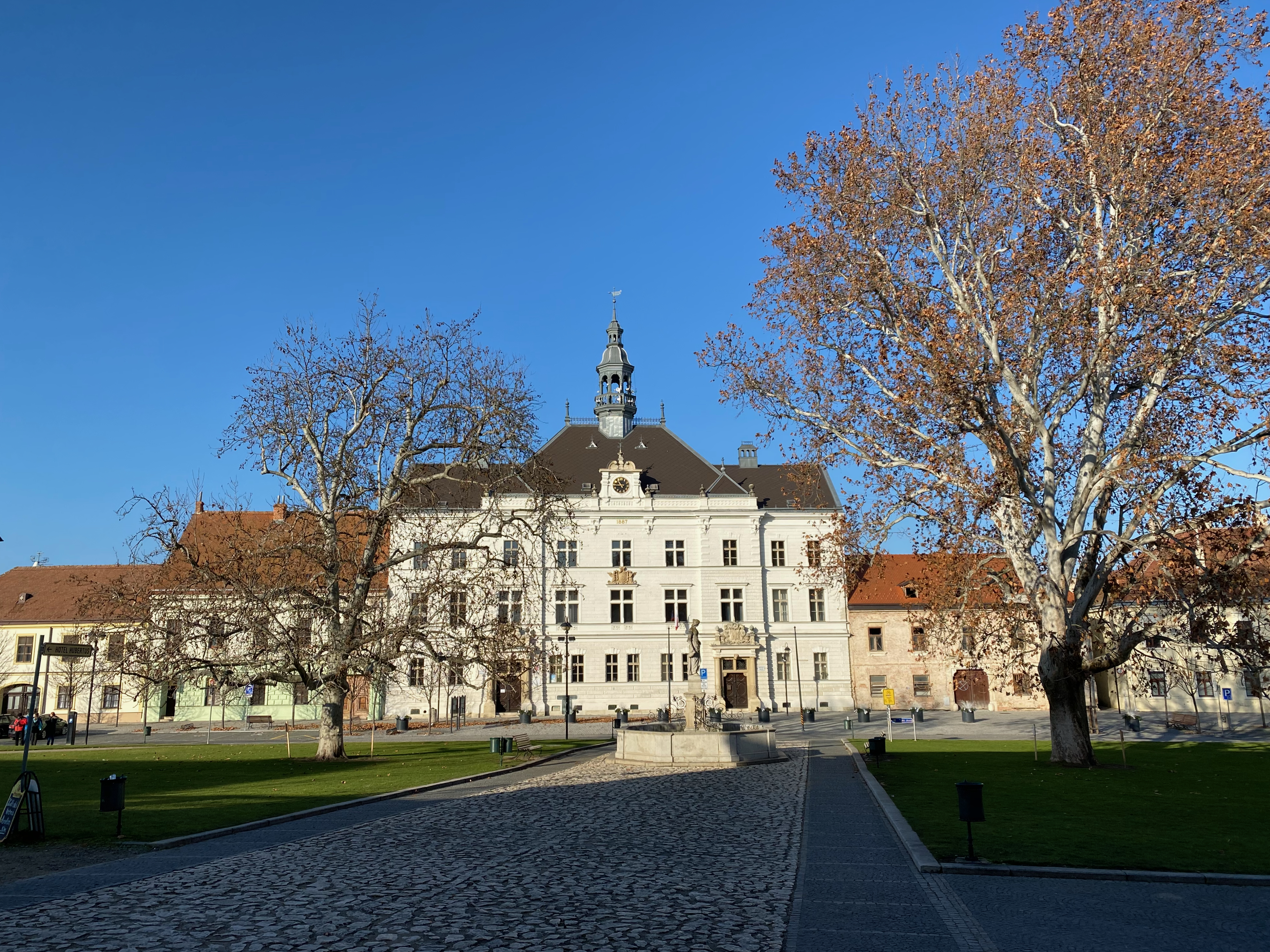
Castell de Valtice

El 1608, Carles I de Liechtenstein va ser elevat a l'estatus de príncep, la qual cosa va requerir una extensió representativa de la seu ancestral a l'⁣estil barroc modern de l'època, i les reconstruccions i addicions àmplies van continuar fins al regnat del príncep Carles Eusebi. Els dissenys originals provenien de l'arquitecte Giovanni Giacomo Tencalla, l'addició a l'estil barroc tardà fou de Johann Bernhard Fischer d'Erlach. El príncep va invertir en art i arquitectura i va poder atreure artistes famosos com Baldassare Fontana, Giovanni Battista Innocenzo Colombo o Domenico Egidio Rossi. La magnífica escala de finals del segle xvii va ser dissenyada per Domenico Martinelli, però només es va construir a menor escala. El príncep Carles Eusebi va fer construir una avinguda de set quilòmetres de llarg que portava des del castell de Valtice fins al castell de Lednice. Al mateix temps, va utilitzar de manera creativa el paisatge que envoltava el castell, que les generacions posteriors van perfeccionar encara més intensament. Això va establir les bases del paisatge cultural de Lednice-Valtice.